# Brotizolam
Brotizolam é uma substância utilizada como medicamento pertencente ao grupo e sub-grupos:
- Medicamentos Sistema nervoso central
  - Psicofármacos
    - Ansiolíticos,  sedativos e hipnóticos
      - Benzodiazepinas

## Indicações
- Hipnótico

## Reacções adversas
- Sonolência
- Descoordenação motora
- Alterações gastro-intestinais
- Diarreia
- Vómitos
- Alterações do  apetite
- Alterações visuais
- Irregularidades cardiovasculares
- Alteração da memória
- Confusão
- Depressão
- Vertigem
- O seu uso prolongado pode causar dependência e síndrome de abstinência quando a medicação é interrompida

## Contra indicações e precauções
- As doses devem ser reduzidas nos idosos
- Deve ser administrado com cuidado em doentes com miastenia grave ou insuficiência respiratória ou com apneia do sono

## Interacções
Deve ser evitado o uso concomitante de álcool e medicamentos depressores do Sistema Nervoso Central.
Nota: Não deve ser usado mais do que duas semanas seguidas.

## Farmacocinética
- Brotizolam atravessa a barreira placentária e aparece em pequenas doses no leite materno.

## Excreção
- Brotizolam é excretado pela urina, assim como os seus metabólitos.

## Classificação
- MSRM
- ATC - N05CD09
- CAS - 57801-81-7

## Fórmula molecular
C15H10BrClN4S